# Helina fuscitarsis
Helina fuscitarsis este o specie de muște din genul Helina, familia Muscidae. A fost descrisă pentru prima dată de Ernst Evald Bergroth în anul 1894. Conform Catalogue of Life specia Helina fuscitarsis nu are subspecii cunoscute.